# وزارة المالية (اليابان)
وزارة المالية (باليابانية: 財務省) هي وزارة في مجلس الوزراء في الحكومة اليابانية. لطالما اعتبرت الوزارة أقوى وزارة في الحكومة اليابانية. تشتهر الوزارة في الأسواق المالية بسياستها النشطة في مجال الصرف الأجنبي.

## وصلات خارجية
- الموقع الرسمي